# Alberto Neuman
Alberto Neuman, talora scritto Neumann (Buenos Aires, 24 novembre 1933 – Angoulême, 29 gennaio 2021), è stato un pianista e compositore argentino.

## Biografia
Nato a Buenos Aires, Alberto Neuman si è formato fin dall'infanzia alla prestigiosa scuola di Galia Schalman e di Vincenzo Scaramuzza, erede della tradizione pianistica italiana e maestro dei più celebri concertisti argentini, da Bruno Leonardo Gelber a Martha Argerich. 
In Argentina partecipa ad audizioni dei più grandi Maestri: Claudio Arrau, Byron Janis, Arthur Rubinstein, Friedrich Gulda e Arturo Benedetti Michelangeli (1949). 
Frequenta un seminario di Walter Gieseking, quindi conosce il direttore d'orchestra Carlo Zecchi che presto raggiunge in Italia per proseguire gli studi e con cui darà diversi concerti.
Esordisce nel dicembre 1951 alla RAI con un concerto radiofonico; l'anno dopo consegue il diploma di perfezionamento pianistico all'Accademia Nazionale di Santa Cecilia di Roma con Carlo Zecchi, ottenendo in seguito la cattedra di pianoforte all'Istituto musicale "Gaspare Spontini" di Ascoli Piceno.
Partecipa a seminari di Frank Martin e, nel 1957, di Wilhelm Kempff a Positano, con cui registra a due pianoforti per RadioRai.
Dal 1960 al 1964 è allievo di Arturo Benedetti Michelangeli ai corsi di perfezionamento pianistico tenuti a Bolzano, Arezzo e Moncalieri dal Maestro, che di lui scrisse: "Ha fatto tesoro dei miei insegnamenti". È ancora con Michelangeli nel 1966 per un seminario all'Accademia Chigiana di Siena.
Per tre anni studia semiologia gregoriana con Eugène Cardine al Pontificio Istituto di Musica Sacra di Roma.
Alla fine degli anni sessanta partecipa come pianista (e, talora, percussionista) all'attività del gruppo d'improvvisazione "Team" di "Nuova Consonanza", fondato da Mario Bertoncini, con cui realizza un'incisione uscita anni dopo in un LP per l'etichetta RZ.
È stato tra i finalisti del Concorso Busoni di Bolzano. Al Concorso internazionale G.B. Viotti di Vercelli, dopo alcuni prestigiosi piazzamenti in precedenti edizioni, nel 1961 vince il Primo Premio assoluto e la medaglia d'oro del Rotary internazionale.
Nei primi anni sessanta fonda a Roma una scuola musicale con Maura Cova (anch'ella allieva di Arturo Benedetti Michelangeli), quindi si trasferisce in Francia dove dà concerti ed incide dischi con il compositore greco Mikīs Theodōrakīs.
Già assistente del celebre musicologo Fedele D'Amico per la cattedra di Storia della Musica all'Università "La Sapienza" di Roma, è stato docente di pianoforte al Conservatoire Supérieur di Parigi e al Conservatorio di Angoulême in Francia, località di cui è da anni cittadino onorario.
Ha all'attivo diverse esperienze cinematografiche: nel 1965 incide la Sonata n. 14 in Do diesis minore, Op. 27 n. 2 "Al chiaro di luna" di Beethoven per la colonna sonora di uno dei quattro episodi del film "Marcia nuziale" di Marco Ferreri. Inoltre suona in due pellicole di Fernando E. Solanas: "Le regard des autres" ("Lo sguardo degli altri") (1980), documentario di carattere sociale per cui compone la colonna sonora e "Tangos, l'exil de Gardel" (1985), sul grande compositore  Carlos Gardel, dove ha pure una piccola parte come attore.
Come esperto della Corte di Giustizia di Parigi per la proprietà letteraria ed artistica si è fra l'altro occupato delle cause di plagio che hanno coinvolto popstar come Michael Jackson o gli autori del motivo della Lambada.
Ha dato concerti in Europa e in America, collaborando fra l'altro con le orchestre del Teatro Colón de Buenos Aires, la Filarmonica di Monaco di Baviera, dei Pomeriggi Musicali di Milano e del Teatro la Fenice di Venezia, con cui ha inciso per la radio. Negli ultimi anni tiene esclusivamente recital solistici.
Nel 2002 ha partecipato al Festival internazionale di Osaka in Giappone, dove ha ricevuto una medaglia d'oro e registrato un CD. Nel 2003 ha effettuato una tournée in Finlandia, presentando sia autori classici, da Bach a Fryderyk Chopin, sia uno speciale repertorio di tango da Stravinskij a Piazzolla. Neuman è stato il primo pianista di formazione classica a incidere musiche di Astor Piazzolla negli anni settanta, sotto la guida dello stesso compositore che ebbe modo di dichiarare: «Risurrezione dell'Angelo diventa un classico sotto le dita di Alberto». Anche il maestro Arturo Benedetti Michelangeli aveva suggerito ad Alberto di non trascurare la musica sudamericana dopo aver ascoltato le sue improvvisazioni. Il suo repertorio di tango include numerose curiosità e può anche capitare che il concertista, durante i suoi recital pianistici, canti melodie di Alberto Ginastera, Mattos Rodriguez, e molti altri.
Ha inciso dischi in Germania, Francia e Giappone per le etichette Arion, Buda e Hybrid.
Alberto Neuman stava scrivendo un metodo dedicato ai fondamenti della tecnica di Arturo Benedetti Michelangeli, rimasta finora quasi completamente sconosciuta ed un libro di ricordi delle sue esperienze musicali.
Negli ultimi anni Neuman presenta in tour con notevole successo una forma di récital-conferenza in cui illustra con brevi spiegazioni e gustosi aneddoti i diversi pezzi del programma, soffermandosi in particolare sulle indicazioni e gli insegnamenti ricevuti dal maestro Arturo Benedetti Michelangeli e presentando anche brani particolari, tra cui l'Adagio dalla Sonata in Sol maggiore, Op. 1 n. 11 di Giovanni Battista Grazioli (nell'armonizzazione di Michelangeli) ed il Carillon di Giuseppe Benedetti Michelangeli, padre del Maestro. Porta questo progetto a Bolzano (2006), Parigi (2007) e, nel 2008, in tour in varie città d'Italia, tra cui Brescia (città natale di Michelangeli), dove vien premiato dalla Provincia con una targa per meriti artistici.
Tra i più noti allievi di Alberto Neuman ricordiamo i pianisti Manuel Rocheman, Catherine Imbert, Anne Lovett, Antoine Hervé, Christophe Sirodeau, Michel Bourdoncle e Axel Lenarduzzi.

## Repertorio
Pianista di eccellente tecnica e rara sensibilità, Neuman padroneggia un repertorio molto vasto che spazia da Bach alla letteratura pianistica dell'Ottocento e Novecento sino alla musica contemporanea. Particolare attenzione è rivolta alle composizioni di autori sudamericani.

## Discografia
A suo nome:
- Noblesse du Tango - ARION ARN 36 299 (1975) (LP) (Francia) - composizioni di Igor Stravinski, Isaac Albéniz, Juan José Castro, Juan-Francisco Giacobbe, Darius Milhaud, Alberto Ginastera, Erik Satie, Astor Piazzolla, Alberto Neuman (inciso nel 1975)
- Nobleza del Tango - ARION-Hispavox HARS 740-10 (1977) (LP) (Spagna) - altra edizione del precedente LP
- Tango Perpétuel - BUDA Musique BCD 92630-2 (1995) (CD) (Francia) - composizioni di Ernesto Nazareth, Juan José Castro, Igor Stravinsky, Gerardo Hernán Mattos-Rodríguez, Astor Piazzolla, Ernesto Baffa, Alberto Ginastera, Kurt Weill, Darius Milhaud, Jacob Gades, Alberto Neuman, Isaac Albéniz, Maurice Ohana, Giacomo Puccini, Erik Satie (inciso nel 1995)
- Tango Perpétuel II - BUDA Musique BCD 92651-2 (1996) (CD) (Francia) - composizioni di Bohuslav Martinu, Gerardo Hernán Mattos-Rodríguez, Astor Piazzolla, Ernesto Nazareth, Tom Johnson, Vladimir Cosma, Ernesto Baffa, Alberto Neuman, Scott Joplin, Juan Francisco Giacobbe, Alberto Ginastera (inciso nel 1996)

Collaborazioni:
- Mario Bertoncini: Mario Bertoncini - Edition RZ LP-1002 (1989) (LP) (Germania) - musiche di Mario Bertoncini, Earle Brown e John Cage (Alberto Neuman con Mario Bertoncini e Maura Cova in Cifre di Bertoncini, per tre pianoforti preparati; inciso nel 1970)
- Mikīs Theodōrakīs: varie incisioni dei primi anni settanta riedite in vari CD (Neuman solista in Canto General su testo di Pablo Neruda e altre composizioni)
- Nagaokakyo Chamber Ensemble / Yuko Mori: Orient & Occident - HYBRID Disc SACD NF60104 (2003) (CD) (Giappone) - incisioni live in Giappone di varie composizioni, tra cui alcuni brani di Astor Piazzolla; Neuman da solo e con ensemble cameristico; inciso nel 2002